# Amelia Brightman
Amelia Brightman (ur. 1979 w Dacorum) znana też jako Violet – angielska piosenkarka i kompozytorka. Młodsza siostra piosenkarki Sarah Brightman. Zaczęła swoją karierę pod pseudonimem Eve, lecz po krótkim czasie zmieniła go na Violet by nie mylono jej z raperką Eve. W 1999 roku rozpoczęła współpracę z wytwórnią Nemo Studio w Hamburgu,  pisząc piosenki dla Princessy do jej albumu I Wont Forget You. Pracując dla Nemo Studio Violet zaczęła pracę z Frankiem Petersonem nad swoim solowym albumem. 
Amelia Brightman współpracowała z grupą Gregorian, dla której pisała teksty, śpiewała, brała udział w ich tournée i nagrała wraz z nimi kilka teledysków, m.in. Join Me i Moment of Peace.

## Dyskografia (wybór)

### Gregorian
- Masters of Chant Chapter II (2001)
- Masters of Chant Chapter III (2002)
- Masters of Chant Chapter IV (2003)
- The Dark Side (2004)
- Masters of Chant Chapter V (2006)
- Christmas Chants (2006)
- Masters of Chant Chapter VI (2007)